# ワールド・ナウ
『ワールド・ナウ』は、1978年4月16日から1982年3月28日まで、朝日放送の制作により、テレビ朝日系列局で放送されていた情報番組である。富士通の一社提供。世界のあらゆる「ナウ」に迫ることをコンセプトにしていた。出演は北公次と松田聖子。

## 放送時間
いずれも日本標準時。
- 日曜 9:00 - 9:30 （1978年4月16日 - 1980年3月）
- 日曜 8:30 - 9:00 （1980年4月6日 - 1982年3月28日）

## 放送局

### 同時ネット局
- 朝日放送（制作局）
- 北海道テレビ
- 東日本放送
- 福島放送 - 1981年10月4日から放送。
- テレビ朝日
- 静岡けんみんテレビ - 1979年7月1日から放送。
- 名古屋放送（名古屋テレビ）
- 広島ホームテレビ
- 瀬戸内海放送 - 1979年3月までの放送対象地域は香川県のみ。同年4月1日からの電波相互乗り入れに伴い、同日からは岡山県も放送対象地域となった。
- 九州朝日放送

### 遅れネット局
- 青森放送（当時日本テレビ系列とのクロスネット局）
- 山形放送（当時日本テレビ系列とのクロスネット局）
- 新潟総合テレビ（当時日本テレビ系列・フジテレビ系列とのトリプルネット局） - 土曜17:10 - 17:40
- 富山テレビ（フジテレビ系列） - 日曜 11:00 - 11:30[1]
- 北陸放送（TBS系列） - 日曜 15:00 - 15:30[1]。
- 福井放送（当時日本テレビ系フルネット局）
- 日本海テレビ（日本テレビ系列） - 先行ネット。
- 山口放送（当時日本テレビ系列とのクロスネット局）-先行ネット。
- 大分放送（TBS系列） -土曜 17:20 - 17:50
- テレビ熊本（当時日本テレビ系列・フジテレビ系列とのクロスネット局）
- 沖縄テレビ（フジテレビ系列）

## 備考
制作局の朝日放送は、毎年8月には全国高校野球選手権大会中継（夏の甲子園中継）を優先するため、同大会第1試合の開始時刻が早い日には他日に臨時枠移動（第1試合出場校と都道府県を同じくする系列局も制作局より先行ネット等の処置がとられる）とし、通常編成で番組をネットする系列局への裏送りで先行ネットを行い、大会終了後に改めて別時間帯で遅れ放送を行って話数調整を行っていた（当日雨天中止になっても、放送話数順に遅れ放送を数回行った後調整を行った）。
この番組が放送されていた日曜8:30 - 9:00枠がアニメ枠になった後も、この体制は続いている。
なお、日曜8:30 - 9:00枠はこの番組から40年以上に渡り朝日放送（現：朝日放送テレビ）制作枠が継続している。